# Unas-ank
Unas-ank (Unas viu) va ser un príncep egipci de la dinastia V. Era l'únic fill del faraó Unas i va ser príncep hereu, però no es va arribar a convertir mai en faraó.

## Biografia
Unas-ank era l'únic fill del faraó Unas, l'últim governant de la dinastia V. La seva mare es deia Nebet. Va exercir de sacerdot de la deessa Maat, que representa l'ordre i la veritat. També va ser el supervisor de l'Alt Egipte.
Si Unas-ank hagués viscut, hauria succeït al seu pare. Tanmateixò, va morir abans que ell, i va acabar sent succeït per Teti, el cunyat d'Unas-ank, ja que era el marit de la seva germana Iput.
Unas-ank va ser enterrat a Saqqara.